# Таксырово
Таксы́рово (баш. Таҡһыр) — деревня в Абзелиловском районе Республики Башкортостан России, относится к Гусевскому сельсовету.

## Население
| 1968 | 2002 | 2009 | 2010 |
| ---- | ---- | ---- | ---- |
| 245  | ↗332 | ↗410 | ↘398 |

Согласно переписи 2002 года, преобладающая национальность — башкиры (99 %).

## Географическое положение
Расстояние до:
- районного центра (Аскарово): 18 км,
- центра сельсовета (Гусево): 8 км,
- ближайшей железнодорожной станции (Магнитогорск-Пассажирский): 53 км.